# 夜貓館咖啡屋
夜貓館咖啡屋是一個由繪師、作家、企劃和翻譯所組成的台灣動漫創作團體，創立於1998年。最初以同人販售會出版刊物為主。2005年舉辦台灣首次的動漫藝術展後，次年即邀請 村田蓮爾 來台展出「Juicer Plan 異-類 混汁計畫」特展，並於同年統籌多位優秀台灣繪師一同製作CG繪圖技法書，及提出到台灣各大專院校舉辦CG繪圖講座的企劃。此後陸續邀請海外繪師到台灣展出和舉辦講座；主動選書和出版社合作，出版海外CG繪圖技法書的中文譯本；協助台灣繪師執行裝幀設計、獨立出版與展覽規劃，推廣到海內外展出，不斷地開拓台灣動漫藝術的文化發展。

## 出版

### 同人誌
- 《純．天然美少女 vol.1》
- 《愛雛 vol.1》
- 《純天然美少女 vol.2》
- 《愛雛 vol.2》
- 《純天然美少女 vol.3 C.C.SAKURA》
- 《觀景窗》
- 《視向結界》(VOfan畫集)
- 《VOCOCO》(VOfan畫集)
- 《櫻月夜想》(東方本)
- 《爻》(PAPARAYA畫集)
- 《華胥永夢》(東方本)
- 《德律風少女進化論》
- 《BOPEEP vol.1 孩子們的秘密基地》
- 《Napoleon's Kef 拿破崙的恍惚》聲音小說專輯(wolfenstein音樂+夕月小說+natako封面設計+otter油畫)
- 《灰界》(PAPARAYA畫集)

### 教學書
- 《CG SMART》系列（碁峰資訊出版）
- 《Under》系列（博碩文化出版）

### 其他
- 「Juicer Plan特展」場刊

## 企劃

### 畫展
- 「EVANSHOW」
- 「Bopeep 孩子們的秘密基地畫展」
- 「2006台北國際書展逗貓駐站畫家展」
- 「Juicer Plan特展」

### 活動
- 「2006台北國際書展繪圖接力大作戰」
- 「電繪通‧通電娘祭徵圖活動」
- 「CG SMART校園教學巡迴講座」

## 參展‧演出
- 「橫濱ASIAGRAPH亞洲CG插畫展」
- 「台北詩歌節文學市集」
- 「聲交：兩岸聲音藝術大匯演」

## 大事記
１９９８年１０月　夜貓館咖啡屋成立
１９９９年　６月　活動『CW 7』，夜貓館咖啡屋首次擺攤
　　　　　　　　　合輯『純．天然美少女 vol.1』發行，夜貓館咖啡屋
２０００年　２月　合輯『愛雛 vol.1』，夜貓館咖啡屋
　　　　　１０月　合輯『純天然美少女 vol.2』，夜貓館咖啡屋
　　　　　１２月　合輯『愛雛 vol.2』，夜貓館咖啡屋
２００１年　３月　合輯『純天然美少女 C.C.SAKURA vol.3』，夜貓館咖啡屋
２００２年　７月　夜貓館咖啡屋 設立『逗貓棒電子報 vol.1』發刊
　　　　　　８月　合輯『觀景窗』(刊載 上海 project 1)，夜貓館咖啡屋
　　　　　１０月　VOFAN個人畫集『視向結界』，夜貓館咖啡屋
　　　　　　　　　海報『戰鬥的少女們』，夜貓館咖啡屋
２００３年　２月　逗貓棒智邦生活館分店開張
　　　　　　４月　夜貓館咖啡屋／逗貓棒論壇成立
２００４年　１月　VOFAN個人畫集『VOCOCO』，夜貓館咖啡屋
　　　　　　５月　Phi個人漫畫創作『櫻月夜想』，電氣妖精界／夜貓館咖啡屋
　　　　　　７月　PAPARAYA個人畫集『爻』，夜貓館咖啡屋
　　　　　　　　　小說『華胥永夢』，電氣妖精界／夜貓館咖啡屋
　　　　　　８月　上海 project 2『德律風少女進化論』，夜貓館咖啡屋
　　　　　　　　　逗貓棒電子報參與『反假分級制度聯盟』，為發起團體之一
　　　　　　　　　協助撰文抗議新聞局的出版品分級管理辦法
２００５年　６月　毅峰創作個展『EVANSHOW』，台北東區Pixie
　　　　　　７月　企畫合輯『BOPEEP#1 孩子們的秘密基地』，夜貓館咖啡屋
　　　　　　８月　多人聯展『BOPEEP 孩子們的秘密基地』，台北晴天咖啡屋
　　　　　１０月　逗貓棒正式轉移BLOG平台
　　　　　１１月　獲得中時電子報編輯部落格嚴選推薦
２００６年　１月　電繪技法教學書『CG SMART vol.1』，碁峰資訊
　　　　　　２月　VOFAN受全力出版社邀請於台北國際書展舉辦座談
　　　　　　　　　多人聯展『台北國際書展夜貓館咖啡屋聯合畫展』，台北世貿二館
　　　　　　　　　講座『台北國際書展接力繪圖大作戰！』，台北世貿二館
　　　　　　　　　網路活動『電繪通‧通電娘祭』，逗貓棒電子報
　　　　　　４月　多人聯展『ASIAGRAPH 2006
　　　　　　　　　yokohamaアジアＣＧアートショー』，日本橫濱
　　　　　　５月　『平狗狗のPhotoshop繪圖教學』教學示範動畫製作，夜貓館咖啡屋
　　　　　　　　　多人聯展『ASIAGRAPH 2006【アジアのCGアート】』，日本JR上野車站
　　　　　　　　　繪圖示範『2006春季資訊展』，展碁國際／台北世貿一館
　　　　　　７月　電繪技法教學書『CG SMART vol.2』，碁峰資訊
　　　　　　　　　多人聯展『AX2006展』，Gnome International Inc.／美國聖地牙哥
　　　　　　　　　PUMP圖文書『秘密的好友們』，夜貓館咖啡屋
　　　　　　８月　上海 project 3『拿破崙的恍惚』音樂小說專輯，夜貓館咖啡屋
　　　　　　　　　活動『拿破崙的恍惚』舉辦LIVE演出
　　　　　　　　　繪圖示範『2006夏季資訊展』，展碁國際／台北世貿一館
　　　　　１０月　CG SMART 校園巡迴講座『環球技術學院』
　　　　　　　　　CG SMART 校園巡迴講座『德明技術學院』
　　　　　　　　　擔任環球技術學院『自然筆觸』繪圖比賽評審
　　　　　　　　　CG SMART 校園巡迴講座『台南科技大學』
　　　　　１１月　企畫合輯『Under 奇幻創作誌』，博碩文化
　　　　　　　　　多人聯展『Juicer Plan 異-類 混汁計畫』，台北北投鳳甲美術館
　　　　　　　　　邀請日本創作者村田連爾親自來台開幕，台北北投鳳甲美術館
　　　　　　　　　多人合輯『Fresh juice』特刊，頑石創意
　　　　　　　　　CG SMART 校園巡迴講座『德明技術學院』
　　　　　　　　　活動『拿破崙的恍惚』受邀參加『聲交：兩岸聲音藝術交流大匯演』
　　　　　　　　　CG SMART 校園巡迴講座『大葉大學』
　　　　　　　　　CG SMART 校園巡迴講座『台南藝術大學』
　　　　　１２月　繪圖示範『2006冬季資訊展』，上奇科技／台北世貿一館
　　　　　　　　　講座『Juicy Life』演說『創意人的100種生活方式!!』，文化大學
２００７年　１月　活動『大家一起寫訃文』讀劇發表會，台北國立台北藝術大學
　　　　　　３月　氫酸鉀台灣巡迴個展『週期表』台南展，台南台南科技大學
　　　　　　　　　講座『週期表』台南展開幕紀念講座
　　　　　　４月　協辦『Girl’s – 女孩們的秘密寶箱』四人創作聯展
　　　　　　　　　CG SMART校園巡迴講座『文藻外語學院』
　　　　　　５月　專訪『DREAM創夢同人資訊情報誌 vol.6』，銘顯文化
　　　　　　　　　氫酸鉀台灣巡迴個展『週期表』台北展，台北士林Free Style
　　　　　　　　　氫酸鉀概念畫展『原子序』，台北士林六角設計咖啡
　　　　　　　　　CG SMART校園巡迴講座『國立嘉義高中』
　　　　　　　　　作品刊載『拿破崙的恍惚』小說 受邀於『中國時報人間副刊』
　　　　　　　　　獲獎 VOFAN獲『國立編譯館優良漫畫短篇漫畫組佳作』
　　　　　　　　　CG SMART校園巡迴講座『華夏技術學院 』
　　　　　　６月　協訪 MTV台『夢想大直擊』節目
　　　　　　　　　企畫專刊『CG SMART 電繪職人-氫酸鉀 』，碁峰資訊
　　　　　　　　　CG SMART校園巡迴講座『華夏技術學院 』
　　　　　　７月　CG SMART 2007夏季校園研習營『文藻外語學院 』
　　　　　　８月　繪圖示範『2007夏季資訊展』，上奇科技／台北世貿一館
　　　　　　９月　多人聯展『CG SMART PARTY』畫展，台北西門町萌萌動漫資訊館
　　　　　　　　　企畫合輯『CG SMART PARTY 2007』，碁峰資訊
　　　　　　　　　企畫專刊『CG SMART PARTY 導覽手冊』展覽限量發行，BeYou
　　　　　　　　　作品刊載『CG 入門小教室』網路連載，博客來網路書店
　　　　　１０月　專訪『DREAM 創夢同人資訊情報誌 vol.8 秋季號』，銘顯文化
　　　　　　　　　多人聯展『CoFesta~日本國際內容節:Asiagraph 2007』特展
　　　　　　　　　日本東京秋葉原DUX
　　　　　　　　　講座『CoFesta~日本國際內容節:Asiagraph 2007』演說
　　　　　　　　　日本東京秋葉原DUX
　　　　　　　　　專訪 雪渦受訪於『插畫市集303』，三采文化
　　　　　　　　　獲獎 Wolfenstein(謝仲其)獲『第一屆數位藝術評論入選獎』
　　　　　１１月　多人聯展『Mini-Party : Party in the Pocket』畫展
　　　　　　　　　台中Summit Gallery
　　　　　１２月　獲獎 夕月 舞台劇本『大家一起寫訃文』獲台灣文學獎劇本創作首獎
　　　　　　　　　CG SMART校園巡迴講座『國立臺北藝術大學』
　　　　　　　　　CG SMART校園巡迴講座『明志科技大學』
　　　　　　　　　CG SMART校園巡迴講座『國立台南大學』
　　　　　　　　　繪圖示範『2007冬季資訊展』，上奇科技／台北世貿一館
　　　　　　　　　CG SMART 2007秋季校園研習營『國立台東大學』
２００８年　１月　翻譯製作『CG動漫遊戲萌畫創作』，博碩文化
　　　　　　２月　PAPARAYA個人畫集『灰界』，夜貓館咖啡屋
　　　　　　　　　AK個人電繪技法教學書『Photoshop Art Style 電繪風格創造』
　　　　　　　　　上奇科技
　　　　　　　　　AK插畫個展『春祭！電繪馬戲─出版紀念個展』
　　　　　　　　　台北公館帕多瓦咖啡館
　　　　　　４月　印前製作教學書『同人誌向上計畫1』發行，碁峰資訊
　　　　　　　　　展覽協力『武BU X HI侍 武士繪展』
　　　　　　８月　講座『大家一起寫訃文』誠品全省巡迴講座，誠品書店
　　　　　　　　　工作坊『大家一起寫訃文』鳳甲美術館戲劇工作坊，鳳甲美術館
　　　　　　９月　劇場公演『大家一起寫訃文』，三缺一劇團
　　　　　１０月　電繪技法教學書『電繪向上計畫1』，碁峰資訊
　　　　　　　　　多人聯展『DIGITAL CONTENT EXPO 2008｜
　　　　　　　　　ASIAGRAPH 2008 in Tokyo』，日本東京台場日本科學未來館
２００９年　４月　翻譯製作『名家のCG 職人養成系』日本CG大師教學書，碁峰資訊
　　　　　　６月　PAPARAYA個人創作畫集『諸神亂』，夜貓館咖啡屋
　　　　　　　　　PAPARAYA創作個展『諸神亂』，台北六張犁AURA Cafe
　　　　　　　　　電繪技法教學書『Paint☆CG』，碁峰資訊
　　　　　　　　　企畫合輯『BOPEEP#2 消失中的慶典』，夜貓館咖啡屋
　　　　　　７月　多人聯展『BOPEEP 消失中的慶典』，台北六張犁AURA Cafe
　　　　　　　　　Blaze Wu創作個展『1026-17』，台北六張犁AURA Cafe
　　　　　１０月　多人聯展『ASIAGRAPH 2009』，日本東京台場日本科學未來館　　　　　　
２０１０年　７月　AK個人短篇彩色漫畫『空之花城市祭 專題報導展』，夜貓館咖啡屋
　　　　　　８月　AK創作個展『空之花城市祭概念原畫展』，AM CAFE 綠葉手工部屋
　　　　　　　　　展覽協力『天野喜孝〝異想‧空想‧奇想〞の世界』特展，鳳甲美術館
　　　　　　９月　企劃讀本『現代怪奇新聞畫報』令人不安の都市傳說，銘顯文化
　　　　　　　　　企畫合輯『GoFa Asia Fantastic art circus』
　　　　　　　　　Edge動漫藝術展執行委員會
　　　　　　　　　展覽協力『Edge☆動漫藝術展@台灣』特展，GoFa／中山公民會館
　　　　　１０月　多人聯展『ASIAGRAPH 2010』，日本東京台場日本科學未來館
２０１１年　２月　PUMP塗鴉畫集『PUMP’s』，夜貓館咖啡屋
　　　　　　５月　講座『PUMP的世界』，SPARK!台大暨北藝大聯合動漫藝術祭
　　　　　　７月　PAPARAYA短篇全彩漫畫『祂人事』，夜貓館咖啡屋
　　　　　　　　　企畫合輯『ODD report：Taiwan ruins』，夜貓館咖啡屋
　　　　　　　　　PAPARAYA個人畫集『諸神亂 重製版』，夜貓館咖啡屋
　　　　　１０月　多人聯展『Taiwan Gallery 2011 in TORANOANA』
　　　　　　　　　日本東京秋葉原虎之穴
　　　　　　　　　多人聯展『ASIAGRAPH 2011』，日本東京台場日本科學未來館
　　　　　１２月　電繪技法教學書『PUMP’s 場景』，夜貓館咖啡屋
　　　　　　　　　講座『SHOW CG』，亞太創意技術學院 數位媒體系學會
２０１２年　２月　PAPARAYA短篇全彩漫畫『馗疾走』，夜貓館咖啡屋
　　　　　　　　　PUMP二創畫集『PUMP’s 機械少女★小圓』，夜貓館咖啡屋
　　　　　　　　　大溪地瓜餅創作商品『撲克‧巴萊』撲克牌，夜貓館咖啡屋
　　　　　　　　　多人聯展『ASIAGRAPH JAPAN GALLERY』，日本東京秋葉原虎之穴
　　　　　　３月　講座『SHOW CG 4』，亞太創意技術學院 數位媒體系學會
　　　　　　　　　講座『PUMP繪圖講座』，北醫動漫社
　　　　　　４月　多人聯展『亞洲名家插畫展2012』，台灣動漫畫推廣協會
　　　　　　５月　PUMP主題畫集『PUMP’s Meng Gu Empire』設定畫集，夜貓館咖啡屋
　　　　　　７月　氫酸鉀個人畫集『台灣氫年-維新-』，夜貓館咖啡屋
　　　　　　　　　展覽協力『花蓮港廳.林田村-台灣氫年展』，鳳林鎮客家文物館
　　　　　　　　　展覽協力『高雄州.榮町-台灣氫年展』，高雄克朗德美術館
　　　　　　８月　VOFAN個人畫集『魅Charm – VOFAN大人幻想畫集2 -』，青文出版
　　　　　　９月　展覽協力『台北州.淡水街-台灣氫年展』，淡水文化園區
　　　　　　　　　Blaze Wu創作商品『神祭之歌 明信片組』，夜貓館咖啡屋
　　　　　　　　　Blaze Wu個人繪本『神祭之歌』，夜貓館咖啡屋
　　　　　１０月　多人聯展『ASIAGRAPH 2012』，日本東京台場日本科學未來館
　　　　　　　　　展覽協力『百鬼夜行-御靈繪』，白晝夜行
　　　　　１１月　翻譯製作『看頂尖高手示範焦點插畫 ～劍與魔法的世界篇～』，尖端出版
　　　　　１２月　企畫合輯『ODD report：連體嬰』，夜貓館咖啡屋
２０１３年　１月　展覽協力『威向十周年紀念畫展』，威向文化
　　　　　　２月　PAPARAYA個人畫集『閻羅相』，夜貓館咖啡屋
　　　　　　４月　PAPARAYA主題創作個展『閻羅相』，高雄克朗德美術館
　　　　　　５月　專訪『人形作家「森馨」展覽特別專訪』，刊載於 DREAM創夢 同人資訊情報誌 2013年5月號
　　　　　　６月　多人聯展『CHTHONIC × YAMYOUKAN 靈啟武德印』，高雄克朗德美術館
　　　　　　７月　PAPARAYA金光布袋戲二創畫集『戲畫 』，夜貓館咖啡屋
　　　　　　８月　多人聯展『CHTHONIC × YAMYOUKAN 靈啟武德印』，台北THE WALL 公館
　　　　　１０月　多人聯展『ASIAGRAPH 2013』，日本東京台場日本科學未來館
　　　　　１２月　毅峰作品展示『Rookie Sketch 台灣原創漫畫交流展』，台中中興大學
　　　　　　　　　PUMP插畫個展『隨彩』，台北蛙蛙漫吧
２０１４年　２月　企畫合輯『BB戰士神話英雄篇』BB戰士二創主題畫集，夜貓館咖啡屋
　　　　　　　　　氫酸鉀自選畫集『Takasago』，夜貓館咖啡屋
　　　　　　　　　氫酸鉀作品展示『Steam Garden episode 6 – Dragon Princess』，東京渋谷
　　　　　　３月　PAPARAYA原創百合向漫畫本『SHADOW』，夜貓館咖啡屋
　　　　　　７月　Blaze Wu 日本個展『私が住んでいる世界～The World I Live.～』，東京新宿abilletage
　　　　　　　　　Blaze Wu 日本個展創作商品『世所居存 明信片組』，夜貓館咖啡屋
　　　　　１０月　多人聯展『ASIAGRAPH 2014』，日本東京台場日本科學未來館
２０１５年　２月　企畫編輯『ODD report：闇東京』動漫藝術×黑暗美學 觀光寫真書，夜貓館咖啡屋
　　　　　　　　　專訪『異端人偶教祖三浦悅子的世界』，刊載於 DREAM創夢 同人資訊情報誌 2015年2月號
　　　　　　８月　企畫合輯『BB戰士傳說魔物篇』BB戰士二創主題畫集，夜貓館咖啡屋
　　　　　１０月　多人聯展『ASIAGRAPH 2015』，日本東京台場日本科學未來館
２０１６年　５月　氫酸鉀日本初個展『帝國之曙』，東京新橋ヴァニラ画廊
　　　　　　　　　氫酸鉀畫集『曙』，夜貓館咖啡屋
　　　　　１０月　多人聯展『ASIAGRAPH 2016』，日本東京台場日本科學未來館
２０１７年　２月　PUMP機動戰士鐵血孤兒二創主題畫集
　　　　　　　　　『SD GUNDAM IRON-BLOODED ORPHANS』，夜貓館咖啡屋
　　　　　　３月　淺田弘幸台灣個展『淺田弘幸 30 plus ∼少年× 少女』，台北靠邊走藝術空間
　　　　　　　　　淺田弘幸台灣限定畫集『The Long Journey’s Diary | A COMIC+』，夜貓館咖啡屋
　　　　　　６月　Blaze Wu 2017 展覽作品集『Blaze Wu Art Gallery 2017 』，夜貓館咖啡屋
　　　　　　　　　Blaze Wu 日本個展『FANTASY』Blaze Wu Exhibition 2017 @ GoFa，東京青山GoFa
　　　　　　８月　墨事典套組『INKSET 001 墨事典 × Blaze Wu』，夜貓館咖啡屋
　　　　　　　　　講座『夜貓館咖啡屋 × 創作經驗講座』，角川國際教育
　　　　　　９月　講座『LiK Meet Up 9月場：Blaze Wu × 雪渦』，LiK Studios
　　　　　１０月　多人聯展『ASIAGRAPH 2017』，日本東京台場日本科學未來館
　　　　　１１月　展覽協力『青春、怦然心動│窪之內英策展』，台北西門d/art taipei
　　　　　　　　　講座『Wacom繪圖講座│PUMP』，台北西門d/art taipei
　　　　　１２月　展覽協力『咎樂園│咎井淳展』，台北西門d/art taipei
２０１８年　１月　講座協力『Wacom繪圖講座│九命嵐』，台北西門d/art taipei
　　　　　　　　　展覽協力『謎幻的機械│田中達之展』，台北西門d/art taipei
　　　　　　　　　講座『田中達之 x 氫酸鉀 對談講座』，台北西門d/art taipei
　　　　　　　　　講座『Wacom繪圖講座│氫酸鉀』，台北西門d/art taipei
　　　　　　２月　講座協力『Wacom繪圖講座│Krenz』，台北西門d/art taipei
　　　　　　３月　展覽協力『少女的輪廓│okama x VOFAN 雙人展』，台北西門d/art taipei
　　　　　　　　　講座『okama x VOFAN 對談講座』，台北西門d/art taipei
　　　　　　　　　講座協力『Wacom繪圖講座│ZECO』，台北西門d/art taipei
　　　　　　４月　展覽協力『Futurelog｜村田蓮爾個展』，台北西門d/art taipei
　　　　　　　　　講座『動漫畫展的方法論│雪渦』，台北西門d/art taipei
　　　　　　　　　講座『Wacom繪圖講座│Blaze Wu』，台北西門d/art taipei
　　　　　　５月　講座協力『Wacom繪圖講座│Kinono』，台北西門d/art taipei
　　　　　　　　　講座『展覽與創作的軌跡│氫酸鉀×PAPARAYA』，台北西門d/art taipei
　　　　　　６月　講座『參與動漫展的13年間│PUMP×Blaze Wu』，台北西門d/art taipei
　　　　　　　　　講座『Wacom電繪新手小教室＠d/art』，台北西門d/art taipei
　　　　　　　　　講座協力『Wacom繪圖講座│韋宗成』，台北西門d/art taipei
　　　　　　　　　展覽協力『幾日│幾花丹色展』，台北西門d/art taipei
　　　　　　７月　講座『印前設計方法論 製作螢光紅色版表現日式膚色│雪渦』，台北西門d/art taipei
　　　　　　　　　展覽協力『貓咪大戰爭繁中版3週年紀念特展』，台北西門d/art taipei
　　　　　　８月　講座協力『Wacom繪圖講座│BcNy』，台北西門d/art taipei
　　　　　　９月　講座協力『Wacom繪圖講座│GIN』，台北西門d/art taipei
　　　　　１０月　展覽協力『虹之森│0313 台灣初個展』，台北西門d/art taipei
　　　　　　　　　講座協力『Wacom繪圖講座│Dormouse眠』，台北西門d/art taipei
　　　　　　　　　講座『0313 x PAPARAYA 對談講座』，台北西門d/art taipei
　　　　　１１月　展覽協力『果色衣豐│Ra台灣初個展』，台北西門d/art taipei
　　　　　　　　　講座協力『Wacom繪圖講座│SIBYL』，台北西門d/art taipei
　　　　　１２月　講座協力『Wacom繪圖講座│LAN』，台北西門d/art taipei
　　　　　　　　　展覽協力『城市漂浮│空間金魚台灣初個展』，台北西門d/art taipei
２０１９年　１月　講座協力『Wacom繪圖講座│COLA』，台北西門d/art taipei
　　　　　　　　　展覽協力『浮漾│佐田鳩子台灣初個展』，台北西門d/art taipei
　　　　　　３月　講座協力『Wacom繪圖講座│透子』，台北西門d/art taipei
　　　　　　　　　講座協力『Wacom繪圖講座│邱繼正/Chiu』，台北西門d/art taipei
　　　　　　　　　展覽協力『ANDAERφアンデロ│六七質台灣初個展』，台北西門d/art taipei
　　　　　　　　　展覽協力『MU Empire 出版紀念展│氫酸鉀個展』，台北西門d/art taipei
　　　　　　４月　展覽協力『CyDesignation創作特展』，台北西門d/art taipei
　　　　　　　　　講座協力『CyDesignation繪圖講座』，台北西門d/art taipei
　　　　　　　　　講座協力『CyDesignation吉田明彥特別座談』，台北西門d/art taipei
　　　　　　　　　講座協力『Wacom繪圖講座│Evan Lee / 毅峰』，台北西門d/art taipei
　　　　　　５月　展覽協力『Krenz's Artwork創作特展』，台北西門d/art taipei
　　　　　　　　　▉▉▉▉ x Blaze Wu 雙人展 coming soon!!!

## 連結
- 夜貓館咖啡屋blog （页面存档备份，存于）
- 夜貓館咖啡屋FaceBook （页面存档备份，存于）
- 夜貓館咖啡屋twitter